# Granite (Sleep Token)
Granite è un singolo del gruppo musicale britannico Sleep Token, pubblicato il 19 gennaio 2023 come terzo estratto dal terzo album in studio Take Me Back to Eden.

## Descrizione
Si tratta di un brano caratterizzato da una prima parte prettamente elettronica, con un abbondante uso di una drum machine e un cantato di Vessel 1 influenzato dall'R&B, prima di evolversi in una sezione più sostenuta e dominata dalle chitarre.

## Tracce
Testi e musiche di Leo George Faulkner e Adam Paul Pedder.
1. Granite – 3:45

## Formazione
Hanno partecipato alle registrazioni, secondo quanto riportato dall'etichetta:
Gruppo
- Vessel 1 – voce, chitarra, basso, tastiera, sintetizzatore
- Vessel 2 – batteria

Produzione
- Carl Brown – produzione, registrazione
- Vessel 1 – produzione